# Калильное зажигание

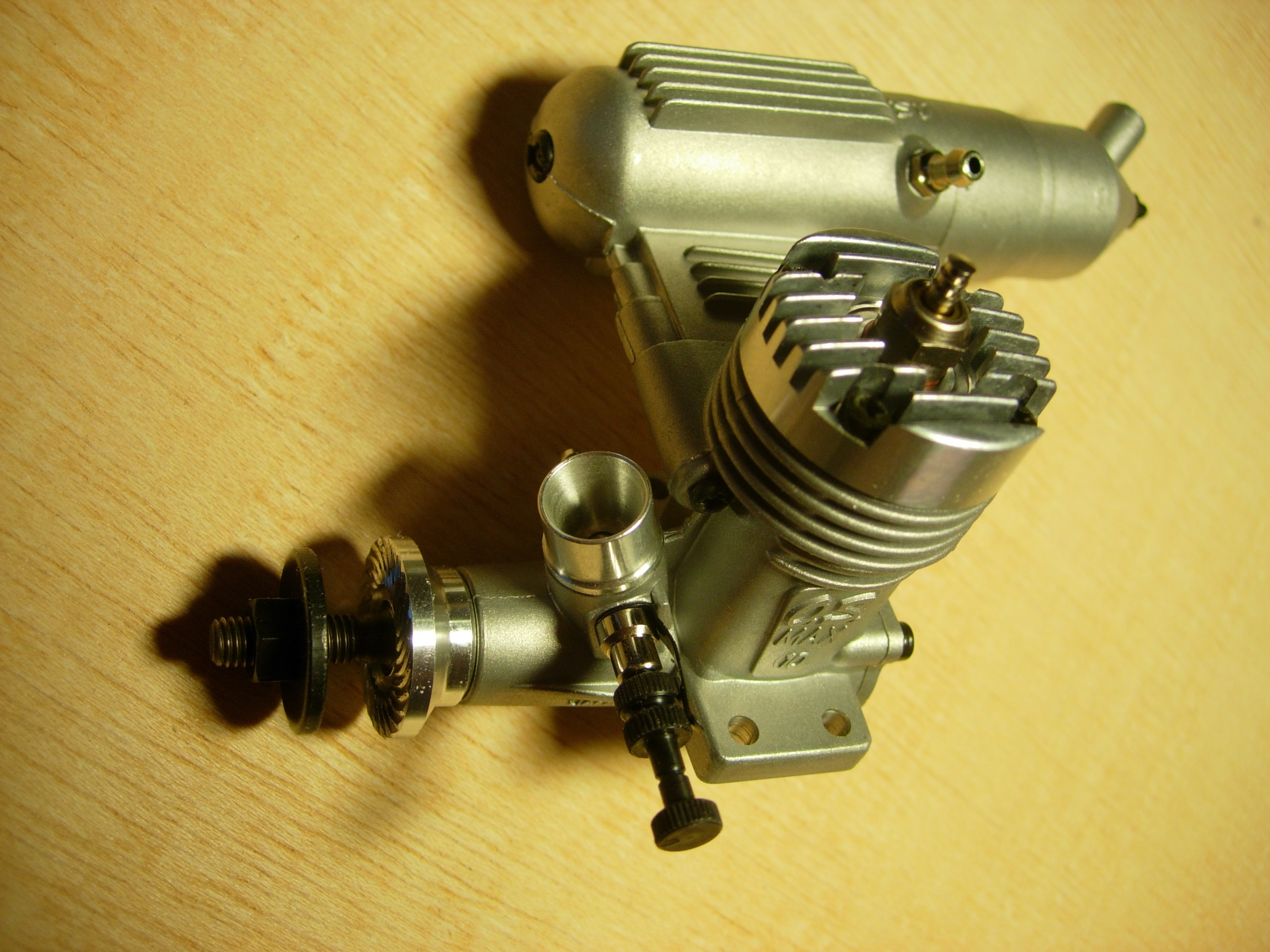
Двухтактный авиамодельный калильный двигатель.

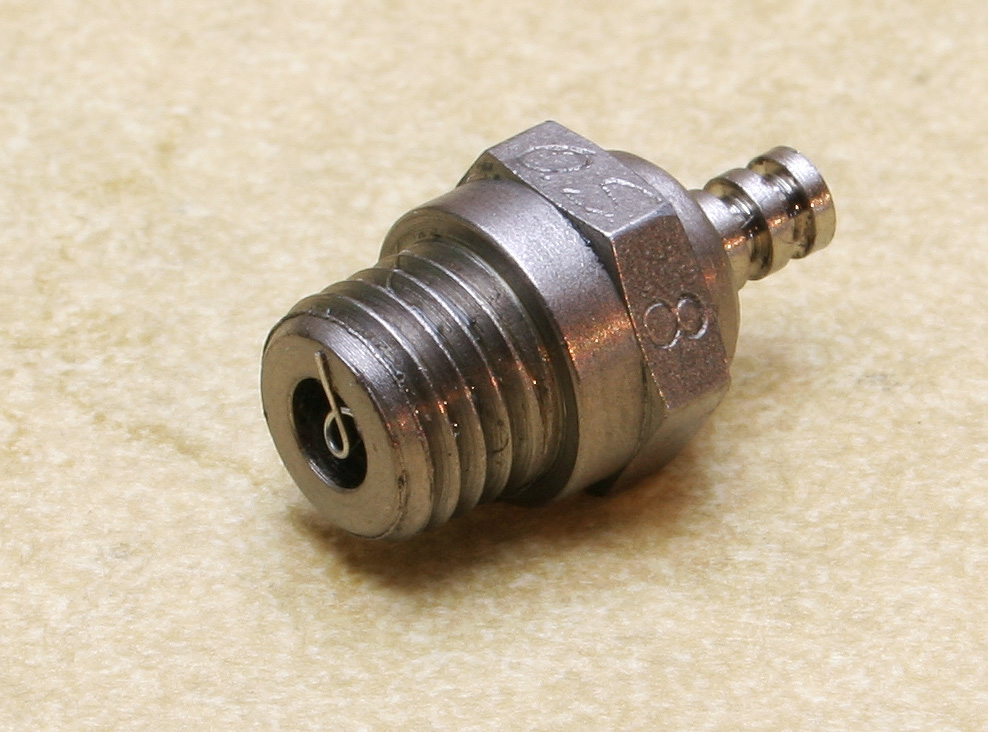
Свеча накаливания калильного двигателя.

Кали́льное зажига́ние — система зажигания, применявшаяся в двигателях внутреннего сгорания до изобретения искровой системы зажигания.
Принцип действия: воспламенение топливовоздушной смеси осуществлялось в конце такта сжатия от предварительно разогретой калильной головки.

## История
Первые двигатели (например, двигатель Даймлера, а также так называемый полудизель) в качестве системы зажигания имели калильную головку (синоним — калильную трубку). То есть, воспламенение рабочей смеси осуществлялось в конце такта сжатия от сильно нагретой камеры, сообщающейся с камерой сгорания. Перед запуском калильную головку надо было разогреть, далее её температура поддерживалась сгоранием топлива.

## Реалии
На бензиновых моторах прижилась искровая система зажигания, то есть система, отличительным признаком которой является воспламенение смеси электрическим разрядом, пробивающим воздушный промежуток свечи зажигания в заданный момент времени.

### Паразитный эффект
Также калильным зажиганием называют негативный эффект (англ. Pre-Ignition), когда на двигателе с искровым зажиганием топливовоздушная смесь воспламеняется не от искры свечи зажигания, а от перегретых деталей. Чаще всего такой деталью является изолятор самой свечи зажигания (при использовании свечи с ненадлежащим калильным числом) или частицы нагара. В этом случае возможно даже продолжение работы двигателя после выключения системы зажигания, пока не перекрыта подача топлива (на карбюраторах стоят электромагнитные клапаны, перекрывающие подачу топлива при выключенном зажигании). Склонность свечи к накоплению теплоты характеризуется калильным числом.

## Настоящее время
В настоящее время калильным воспламенением обладают часть микродвигателей внутреннего сгорания, используемые в различных моделях (авиа-, авто-, судомодели и тому подобное). Калильное зажигание в данном случае выигрывает своей простотой и непревзойдённой компактностью.
Также калильное зажигание использовалось в отопителе салона автомобилей «Запорожец», в автобусах «Ikarus», автомобилях «Tatra» (только при запуске отопителя).